# فردا (فیلم ۱۹۷۲)
«فردا» (انگلیسی: Tomorrow) یک فیلم به کارگردانی جوزف آنتونی است که در سال ۱۹۷۲ منتشر شد. از بازیگران آن می‌توان به رابرت دووال اشاره کرد.